# ريبيكا بلانك
ريبيكا بلانك (بالإنجليزية: Rebecca Blank) (و. 1955 – م) هي عالمة اقتصاد، وكاتبة، وأستاذة جامعية من الولايات المتحدة الأمريكية ولدت في كولومبيا، ميزوري. وكانت عضوًا في الحزب الديمقراطي الأمريكي.

## التعليم
تعلمت في جامعة مينيسوتا، ومعهد ماساتشوستس للتقنية.

## مناصب وهيئات
أدارت جامعة ويسكونسن-ماديسون.

## روابط خارجية
- ريبيكا بلانك على موقع إن إن دي بي (الإنجليزية)